# Photoscotosia prosenes
Photoscotosia prosenes là một loài bướm đêm trong họ Geometridae.